# Warcisław VI
Warcisław VI (Jednooki) (ur. 1346, zm. 13 czerwca 1394 w Wołogoszczy) – książę wołogoski, rugijski i bardowski, starszy syn Barnima IV i Zofii.

## Życie i panowanie
W czasie konfliktu Szczecina ze Stargardem opowiedział się przeciw Świętoborowi I, księciu szczecińskiemu, który wspomagał Stargard. Potwierdził szczecinianom dotychczasowe przywileje (12 maja 1376), natomiast osiem lat później nadał tymże kupcom – prawo swobodnej żeglugi, wraz z możliwością zawijania do portu wołogoskiego.
W 1368 w konflikcie z Marchią Brandenburską poniósł klęskę pod Rybnicą. Z nielicznymi wojami pozostawał przez kilka tygodni w niewoli, skąd został wykupiony za 9 tysięcy grzywien srebra przez Bogusława V.  
W wyniku przeprowadzonego 25 maja 1368 podziału księstwa otrzymał dzielnice rugijską i wołogoską, gdzie współrządził wraz z bratem Bogusławem VI. Od 8 czerwca 1372 samodzielny pan na Rugii. W wyniku kolejnego podziału z 5 grudnia 1376 stracił Wołogoszcz lecz uzyskał nową dzielnicę, która obejmowała: Bardo, Łozicę, Trzebusz, Strzałów, Grzymie zachowując Rugię. Po śmierci brata w 1393 r. odzyskał Wołogoszcz.
Pod koniec swojego życia udał się wespół z Warcisławem VII na pielgrzymkę do Ziemi Świętej, skąd do kraju powrócił w 1392. Rezydował w Strzałowie, stąd tytułowano jego „panem na Sundzie”. Podczas jednego z polowań stracił oko, na skutek czego określano jego przydomkiem Jednooki. 
Zmarł 13 czerwca 1394 w Wołogoszczy. Został pochowany w klasztorze Cystersów w Eldenie.

## Rodzina
Warcisław VII był żonaty z Anną, córką Jana I, księcia meklemburskiego na Stargardzie i Anny holsztyńskiej. Ze związku małżeńskiego miał czworo dzieci:
- Barnima VI (ur. w okr. 1365–1372, zm. 22 lub 23 września 1405) – księcia wołogoskiego,
- Warcisława VIII (ur. 1373, zm. 20, 22 lub 23 sierpnia 1415) – księcia bardowskiego i rugijskiego,
- Zofię (ur. najp. 1376, zm. 28 czerwca 1406) – żonę Henryka I, syna Magnusa II, księcia brunszwickiego i lüneburskiego oraz Katarzyny Anhalt-Bernburg,
- Annę (ur. ?, zm. przed 20 listopada 1415) –  ksienię cysterek w Bergen, identyfikowaną czasem jako córkę Barnima IV Dobrego[5].

### Genealogia
| Warcisław IV ur. w okr. 11–27 V 1291 zm. w okr. 31 VII–1 VIII 1326 | Warcisław IV ur. w okr. 11–27 V 1291 zm. w okr. 31 VII–1 VIII 1326 |                                                       |                                                       | Elżbieta ur. w okr. 1300–1304 zm. w okr. II–III 1355 lub przed 2 II 1356 | Elżbieta ur. w okr. 1300–1304 zm. w okr. II–III 1355 lub przed 2 II 1356 |  |  | p. Jan II Werle-Güstrow ur. po 1250 zm. 27 VIII 1337 | p. Jan II Werle-Güstrow ur. po 1250 zm. 27 VIII 1337 |                                               |                                               | p. Mechtilda ur. ok. 1295 zm. w okr. 24 X 1333– 14 III 1344 | p. Mechtilda ur. ok. 1295 zm. w okr. 24 X 1333– 14 III 1344 |
|                                                                    |                                                                    |                                                       |                                                       |                                                                          |                                                                          |  |  |                                                      |                                                      |                                               |                                               |                                                             |                                                             |
|                                                                    |                                                                    |                                                       |                                                       |                                                                          |                                                                          |  |  |                                                      |                                                      |                                               |                                               |                                                             |                                                             |
|                                                                    |                                                                    | Barnim IV Dobry ur. w okr. 1319–1320 zm. 22 VIII 1365 | Barnim IV Dobry ur. w okr. 1319–1320 zm. 22 VIII 1365 |                                                                          |                                                                          |  |  |                                                      |                                                      | Zofia ur. w okr. 1324–1325 zm. zap. 5 IX 1364 | Zofia ur. w okr. 1324–1325 zm. zap. 5 IX 1364 |                                                             |                                                             |
|                                                                    |                                                                    |                                                       |                                                       |                                                                          |                                                                          |  |  |                                                      |                                                      |                                               |                                               |                                                             |                                                             |
|                                                                    |                                                                    |                                                       |                                                       |                                                                          |                                                                          |  |  |                                                      |                                                      |                                               |                                               |                                                             |                                                             |
|                                                                    |                                                                    |                                                       |                                                       |                                                                          |                                                                          |  |  |                                                      |                                                      |                                               |                                               |                                                             |                                                             |

|                                                      |                                                      | Anna ur. najwcz. 1347 zm. po 14 III 1399 OO po 1 X 1363 | Anna ur. najwcz. 1347 zm. po 14 III 1399 OO po 1 X 1363 | Warcisław VI (Jednooki) (ur. 1346, zm. 13 VI 1394) | Warcisław VI (Jednooki) (ur. 1346, zm. 13 VI 1394) |                                 |                                 |  |  |
|                                                      |                                                      |                                                         |                                                         |                                                    |                                                    |                                 |                                 |  |  |
|                                                      |                                                      |                                                         |                                                         |                                                    |                                                    |                                 |                                 |  |  |
|                                                      |                                                      |                                                         |                                                         |                                                    |                                                    |                                 |                                 |  |  |
| Barnim VI ur. w okr. 1365–1372 zm. 22 lub 23 IX 1405 | Barnim VI ur. w okr. 1365–1372 zm. 22 lub 23 IX 1405 | Warcisław VIII ur. 1373 zm. 20, 22 lub 23 VIII 1415     | Warcisław VIII ur. 1373 zm. 20, 22 lub 23 VIII 1415     | Zofia ur. najp. 1376 zm. 28 VI 1406                | Zofia ur. najp. 1376 zm. 28 VI 1406                | Anna ur. ? zm. przed 20 XI 1415 | Anna ur. ? zm. przed 20 XI 1415 |  |  |

### Opracowania
- Kazimierz Kozłowski, Jerzy Podralski, Gryfici. Książęta Pomorza Zachodniego, Szczecin: Krajowa Agencja Wydawnicza, 1985, ISBN 83-03-00530-8, OCLC 189424372. Brak numerów stron w książce
- Edward Rymar, Rodowód książąt pomorskich, Szczecin: Książnica Pomorska im. Stanisława Staszica, 2005, ISBN 83-87879-50-9, OCLC 69296056. Brak numerów stron w książce

### Literatura dodatkowa (online)
- Madsen U., Wartislaw VI. Herzog von Pommern-Barth und Rügen (niem.), [dostęp 2012-06-22].